# Sutton St Edmund
Sutton St Edmund est une paroisse civile et un village du Lincolnshire, en Angleterre.